# Trzęsienie ziemi w Mesynie (1908)
Trzęsienie ziemi w Mesynie – silne trzęsienie ziemi o magnitudzie 7,5 M, które nawiedziło region Cieśniny Mesyńskiej i Mesynę 28 grudnia 1908 roku, któremu towarzyszyło tsunami. Spowodowało kompletne zniszczenie miast Mesyna, Reggio di Calabria i Palmi.

## Opis
Trzęsienie ziemi miało miejsce 28 grudnia 1908 roku o godzinie 5:20 rano czasu lokalnego . Jego epicentrum znajdowało się w Cieśninie Mesyńskiej oddzielającej Sycylię od Kalabrii . Główny wstrząs trwał 20 sekund, a jego magnituda szacowana jest współcześnie na 7,5 M . Jego intensywność oceniana jest na XI–XII w skali Mercallego. W tym samym dniu wystąpiło 20 wstrząsów wtórnych, a dwa z nich osiągnęły intensywność VIII.
Trzęsieniu towarzyszyło tsunami z falami dochodzącymi do 13 metrów, które uderzyły w północną Sycylię i południową Kalabrię . Szacuje się, że na przestrzeni 15–30 minut powstały 2–3 fale . 

## Skutki
W wyniku trzęsienia i tsunami kompletnemu zniszczeniu uległy miasta Mesyna, Reggio di Calabria i Palmi . 
Liczba ofiar szacowana jest na ponad 80 tys. , a niektóre szacunki mówią o 120 tys. W samej Mesynie, liczącej wówczas 120 tys. mieszkańców , śmierć poniosło - wg jednych szacunków - 65 tys. ludzi, a wg innych - ponad 42% wszystkich mieszkańców miasta. 90% budynków w mieście zawaliło się lub zostało wyburzonych z uwag na szkody . 
Katastrofa miała miejsce w bardzo gęsto zaludnionym regionie, gdzie wiele budynków stało na terenach aluwialnych i nie miało solidnych fundamentów . Wielka liczba ofiar wynikała również z faktu, że do zdarzenia doszło bardzo wcześnie rano, kiedy ludzie spali . Ok. 100 tys. osób, które przeżyły, szukało schronienia w innych miastach Sycylii oraz w innych regionach Włoch .
Wobec rozmiaru katastrofy po raz pierwszy uruchomiono prywatną pomoc krajową i międzynarodową, by wesprzeć rząd włoski w pomocy humanitarnej . Komitety pomocowe budowały całe wioski baraków – powstało 33 tys. baraków, z czego 17 tys. w Mesynie . Odbudowa miast trwała długo, także z powodu I wojny światowej – w Mesynie zakończyła się w 1932 roku . 